# Hugo Haehn
Hugo Haehn (* 26. September 1880 in Herzberg/Elster; † 6. Dezember 1957 in Berlin) war ein deutscher Gärungschemiker und Brauwissenschaftler.

## Leben
Haehn studierte Chemie, Physik, Mineralogie und Physiologie in Leipzig, Basel, Heidelberg und München. 1904 dissertierte er in Heidelberg. Anschließend war er bis 1908 am Chemisch-pharmazeutischen Laboratorium der Universität Königsberg, danach bis 1910 an der Landwirtschaftlichen Hochschule in Berlin und an der Universität Breslau wissenschaftlicher Assistent bei Eduard Buchner.
1910 bis 1914 beschäftigte er sich mit der Ausarbeitung biochemischer Verfahren; während des Ersten Weltkrieges war er teils im Militärdienst, teils am Chemischen Institut der Tierärztlichen Hochschule Berlin, wo er mit Georg Schröter ein technisches Verfahren zur Herstellung von Erdölersatz (Tetralin) entwickelte.
1918 wurde Haehn von Max Delbrück an das Institut für Gärungsgewerbe (IfGB) geholt, wo ihm die Leitung der Abteilung zur Untersuchung biochemischer Vorgänge anvertraut wurde. In mehr als 30-jähriger wissenschaftlicher Arbeit trug er wesentlich zur Aufklärung der Verfärbung zerkleinerter Kartoffeln, Fragen der Citronensäure- und Milchsäuregärung, der Hefeverwertung, der Silage landwirtschaftlicher Erzeugnisse und der Diastasebildung in Schimmelpilzen bei. Als besondere wissenschaftliche Leistung Haehns gilt eine Theorie über die mikrobielle Fettsynthese aus Zucker. Die Erkenntnis, dass Äthylalkohol bei richtiger Verwendung ein Mittel zur Treibstoffveredlung ist, geht wesentlich auf die Arbeiten Haehns gemeinsam mit Friedrich Hayduck zurück.

## Werke (Auswahl)
- Biochemie der Gärungen unter besonderer Berücksichtigung der Hefe. Für Studierende der Naturwissenschaften und des Gärungsgewerbe, Techniker, Gärungsbiologen und Chemiker. mit 44 Abbildungen, 4 Kurventafeln sowie 2 Absorptionsspektren, de Gruyter, Berlin 1952.